# Sauteria
Sauteria là một chi rêu trong họ Cleveaceae.